# Ilimanaq
Ilimanaq [iˈlimanaq] (nach alter Rechtschreibung Ilimanaĸ; dänisch Claushavn) ist eine grönländische Siedlung im Distrikt Ilulissat in der Avannaata Kommunia.

## Lage
Ilimanaq liegt auf dem grönländischen Festland an der weitestgehend gerade verlaufenden Küstenlinie am östlichen Ufer der Diskobucht. Der Ilulissat-Eisfjord (Kangia) trennt die Gegend um Ilimanaq vom 15 km nördlich liegenden Ilulissat. Nur fünf Kilometer nördlich von Ilimanaq liegt die verlassene Siedlung Avannarliit, einen weiteren Kilometer nördlich lag die 1949 verlassene Siedlung Eqi. Direkt vor der Küste von Ilimanaq liegen die drei Inseln Ivissuartooq, Quilik und Affarleq. Der Ort liegt auf einem schmalen 160 m breiten Streifen, der im Osten vom See Tasersiaq begrenzt wird.

## Geschichte

### Gründungsphase
Ilimanaq ist einer der ältesten Orte Grönlands. Der Ortsname ist eine Interjektion, die von dem Verb ilimanarpoq (es kann erwartet werden) abgeleitet ist, und demnach etwa mit Wie erwartet! zu übersetzen. Der dänische Name Claushavn hingegen ehrt hingegen den holländischen Seefahrer und Walfänger Klaes Pietersz. Thorp, der zwischen 1719 und 1732 in der Diskobucht aktiv war.
Im Sommer 1736 besuchte Poul Egede, der zu dem Zeitpunkt Missionar in der Kolonie Christianshaab war, die Gegend und traf auf einige Grönländer, die sich bald für das Christentum zu interessieren begannen. Vier Jahre lang besuchte Poul Egede den Wohnplatz immer wieder und missionierte einige und bald hatte sich eine kleine christliche Gemeinde gebildet.
1741 wurde ein 39 m² großes grönländisches Missionshaus errichtet und Ilimanaq wurde eine Missionsloge. 1752 wurde ein Stockwerkhaus für die Mission gebaut, die aus Christianshaab hierher versetzt worden war. 1754 gab es schon 73 Getaufte in Ilimanaq.
Später kam der Handelsassistent der Kolonie Christianshaab jedes Frühjahr nach Ilimanaq und wohnte eine Zeit lang hier. Dennoch spielte Ilimanaq für den Handel lange keine Rolle.

### Walfangperiode
1780 wurde Ilimanaq eine Walfängeranlage errichtet, die den Namen Isefjords Hvalfanger-Anlæg (Walfängeranlage des Eisfjords) erhielt. Es wurde ein 43 m² großes Stockwerkhaus gebaut, in dem ein Assistent und einige Matrosen stationiert wurden. 1782 wurde die Anlage ausgebaut. Es wurden zwei weitere Stockwerkhäuser mit je 110 m² gebaut und dazu eine Schmiede und eine Brauerei. Im Frühjahr und Herbst sollten die Männer Walfang betreiben und im Sommer Kohle auf der Diskoinsel abbauen. 1783 wurde auf der vorgelagerten Insel ein Speckhaus als Fachwerkbau errichtet. Anfangs blieb der wirtschaftliche Erfolg aus und so wurden die Aktivitäten 1785 zurückgebaut, sodass nur noch fünf Dänen in der Anlage tätig waren. Dennoch verbesserten sich die Erträge nicht und zwischen 1786 und 1789 wurden nur drei Wale gefangen. 1792 erwog man die Anlage aufzugeben, was aber nicht geschah. 1793 waren nur noch das Missionshaus und das Speckhaus in Gebrauch. Die Mission lief besser als der Walfang. 1793 lebten in Ilimanaq und im nahegelegenen Inussuk 148 Grönländer in zwölf Häusern, von denen nur drei ungetauft waren. Mitte der 1790er Jahre verbesserte sich die wirtschaftliche Lage und es wurden zwischen 1794 und 1796 zehn Wale gefangen. 1805 hatte Ilimanaq 93 Einwohner. Während des Krieges von 1807 bis 1814 kam der Walfang zum Erliegen und erholte sich danach auch nicht mehr. 1826 wurde die Anlage aufgegeben, aber der Ort erhielt stattdessen den Koloniestatus von Christianshaab, wo die Verhältnisse noch schlechter waren. 1829 wurde dies rückgängig gemacht und Ilimanaq erhielt den Status einer Loge zurück. 1830 wurde eine Tranbrennerei errichtet. 1850 lebten 141 Menschen in Ilimanaq.

### Ilimanaq als Udsted
Ab etwa 1880 war Ilimanaq ein Udsted. Später kam es zu Grippe- und Wundrosenepidemien, durch die viele Bewohner starben.
1915 hatte Ilimanaq 100 Einwohner. Es gab 14 Wohnhäuser. Die Wohnung des Udstedsverwalters war ein Stockwerkhaus von 1752 mit Garten, vier Zimmern und einem Fachwerkanbau, der als Küche diente. Das Proviantlager war ein Stockwerkhaus von 1741. Es war 124 m² groß und hatte drei Räume, von denen einer als Laden genutzt wurde. Es wurde früher auch als Wohnhaus für Matrosen benutzt. Ein Speckhaus war ein Fachwerkgebäude, während das zweite Speckhaus aus Stein war und früher als Tranbrennerei genutzt wurde. Die Kirche war von 1904 und war ein Fachwerkbau mit Bretterverkleidung und Dachschindeln. Sie hatte einen Kirchturm, einen eisernen Kronleuchter, eine Altartafel mit Malereien und vergoldetem Rahmen und ein Harmonium. Es gab ein eigenes Schulgebäude, das ebenfalls ein holzverkleidetes Fachwerkgebäude mit Dachschindeln war. Im Ort lebten 25 Jäger, 14 Fischer, der Udstedsverwalter, ein Katechet und eine Krankenschwester. Es wurde berichtet, dass die Jäger äußerst untüchtig waren.
Ab 1911 war Ilimanaq Hauptort einer Gemeinde, der noch die Wohnplätze Avannarliit und Eqi angehörten. Die Gemeinde gehörte zum 4. Landesratswahlkreis Nordgrönlands und war ein Teil des Kolonialdistrikts Christianshaab. Ilimanaq gehörte zum Oberkatechetendistrikt von Qasigiannguit innerhalb der Kirchengemeinde von Ilulissat.
1928 wurde ein Fischhaus in Ilimanaq gebaut, 1929 ein Fischlager für Heilbutt, 1942 ein Trocknungshaus, 1950 ein Speckhaus und 1953 ein weiteres Heilbuttlager. 1930 lebten schon 321 Menschen in Ilimanaq, aber die Zahl ging anschließend wieder stark zurück. 1940 hatte der Ort nur noch 127 Einwohner. 1948 wurde eine neue Schule gebaut. 1950 lebten wieder 151 Menschen in Ilimanaq. 1950 wurde Ilimanaq in die neue Gemeinde Qasigiannguit eingemeindet. 1952 gab es schon 45 Fischer, aber jeder fing durchschnittlich lediglich 2309 kg Fisch. 1958 wurde ein Waschhaus errichtet und im Jahr darauf ein neuer Laden. 1960 war die Einwohnerzahl wieder auf 254 Personen angestiegen. Ende der 1960er Jahre wurde die Gemeindegrenze verschoben und Ilimanaq wurde ein Dorf in der Gemeinde Ilulissat. 1970 lebten nur noch 168 Menschen in Ilimanaq.

## Liste der Kolonialangestellten

### Handelsassistenten
Folgenden Handelsassistenten oblag die Verwaltung der Anlage Claushavn, bevor diese ein Udsted wurde. Von 1826 bis 1830 war der Handelsassistent auch Kolonialverwalter der Kolonie Christianshaab.
- 1780–1782: Ole Krabbe
- 1782–1784: Caspar Gottlieb Lidemark
- 1784–1786: Christen Andersen Enghel
- 1786–1787: Peter Lorentz Bang
- 1787–1788: Johann Friederich Lammerssen
- 1788–1791: Adam Christian Thorning
- 1791–1792: Joachim Holm
- 1792–1793: Rasmus Jensen Brandt
- 1793–1823: Johann Friederich Lammerssen
- 1823–1824: E. Jens Gottlieb Walerius
- 1824–1827: Carl Søren Vilhelm Egtved
- 1827–1830: Frederik Lassen
- 1830–1834: Søren Bruun Kornerup
- 1834–1837: Poul Georg Lauri Bolbroe
- 1837–1838: Hans Heinrich Muxoll
- 1838–1839: Poul Georg Lauri Bolbroe
- 1839–1843: Rasmus Møldrup
- 1843–1844: H. N. P Jørgensen
- 1844–1849: Peder Goische Kirchheiner
- 1849–1850: Lars Frederik Larsen
- 1850–1851: Einar Hansen
- 1851–1854: Eduard Gaspar Boye
- 1854–1856: Carl Emil Lange
- 1858–1867: Octavius Frederik Vilhelm Nielsen
- 1867–1869: Niss Lauritz Elberg

### Missionare und Pastoren
Zwischen 1752 und 1792 war Ilimanaq der Sitz des Missionars der Kolonie. Lediglich kurzzeitig um 1780 wurde der Kolonialdistrikt durch den Missionar der Kolonie Egedesminde übernommen. Nach 1792 fiel der Kolonialdistrikt an die Kolonie Jakobshavn.
- 1752–1780: Jens Pedersen Mørk (Katechet)
- 1752–1754: Niels Brønlund Bloch
- 1754–1756: Peder Egede
- 1755–1757: Severin Thrane
- 1757–1758: Jacob Borch
- 1758–1765: Jens Rasmussen Stage
- 1765–1770: Caspar Drejer
- 1770–1778: Hans Egede Saabye
- 1781–1787: Caspar Grewe
- 1787–1792: Jens Koch Lintrup

### Ärzte
Eigentlich gehörte der gesamte Kolonialdistrikt zum Arztdistrikt Jakobshavn. Dennoch hatte drei Ärzte zeitweilig ihren Sitz in Ilimanaq.
- 1778–1781: Christlieb Wilhardius Fabricius
- 1827–1839: Johan Frederik Lerch
- 1830–1832: Johannes Haberdorff Lytzen

## Wirtschaft
Ilimanaq lebt von der Jagd und vom Fischfang. Eine Fischfabrik existiert im Ort jedoch nicht. Der Tourismus spielt ebenfalls eine größere Rolle in Ilimanaq. Wanderer brechen häufig von hier nach Qasigiannguit oder zum Eisfjord auf. Weitere Beschäftigungsmöglichkeiten sind im Handwerk, im Dienstleistungsgewerbe, im Handel, in der Schule oder in der Verwaltung zu finden.

## Infrastruktur und Versorgung
Die Anlegeverhältnisse für Boote in Ilimanaq werden als problematisch angesehen. Der Hafen befindet sich im Süden des Orts. Über den Heliport Ilimanaq im Nordosten wird der Ort aus der Luft versorgt. Es gibt einen Weg in Nord-Süd-Richtung in Ilimanaq, der den Hafen mit dem Heliport verbindet und von dem kleine Stichwege abzweigen.
Über ein Dieselkraftwerk versorgt Nukissiorfiit Ilimanaq mit Strom, während die Wasserversorgung über den Dorfsee gewährt wird. Ölöfen versorgen die Häuser, die allesamt nicht an ein Abwassernetz angeschlossen sind, mit Wärme. Müll wird im Norden des Orts deponiert. TELE Greenland ist für die telekommunikative Versorgung von Ilimanaq zuständig.

## Bebauung
Die Lars Hansenip Atuarfia unterrichtet die Kinder in Ilimanaq. Es gibt eine Krankenstation, ein Servicegebäude mit Wäscherei, Werkstatt und Möglichkeiten für sportliche Betätigung, eine Pilersuisoq-Filiale, ein Versammlungsgebäude und einen Fußballplatz.
Viele der Gebäude in Ilimanaq stammen noch aus der frühen Zeit des Ortes aus dem 18. Jahrhundert und sind dementsprechend geschützt.

## Sport
Der 1953 gegründete Fußballverein Ípernaĸ-53 Ilimanaq nahm 1959/60 und 1995 an der Grönländischen Fußballmeisterschaft teil.

## Söhne und Töchter
- Otto Sandgreen (1914–1999), Schriftsteller, Maler, Pastor, Katechet und Lehrer
- Loritha Henriksen (* 1941), Politikerin
- Jens Jørgen Fleischer (* 1948), Hundeschlittenführer, Expeditionsreisender und Autor

## Bevölkerungsentwicklung
Die Bevölkerungszahl von Ilimanaq lag lange konstant bei 80 bis 90 Einwohnern. Ab etwa 2010 fiel die Einwohnerzahl stark und bewegt sich mittlerweile bei 50 bis 60 Personen.